# Vuelo 321 de Singapore Airlines
El 21 de mayo de 2024, un Boeing 777 que operaba el vuelo 321 de Singapore Airlines (SQ321), desde el aeropuerto de Londres-Heatrow al aeropuerto Internacional de Singapur, encontró una turbulencia severa sobre Tailandia que causó 20 heridos y 1 muerte. El avión realizó un aterrizaje de emergencia en Bangkok.

## Aeronave

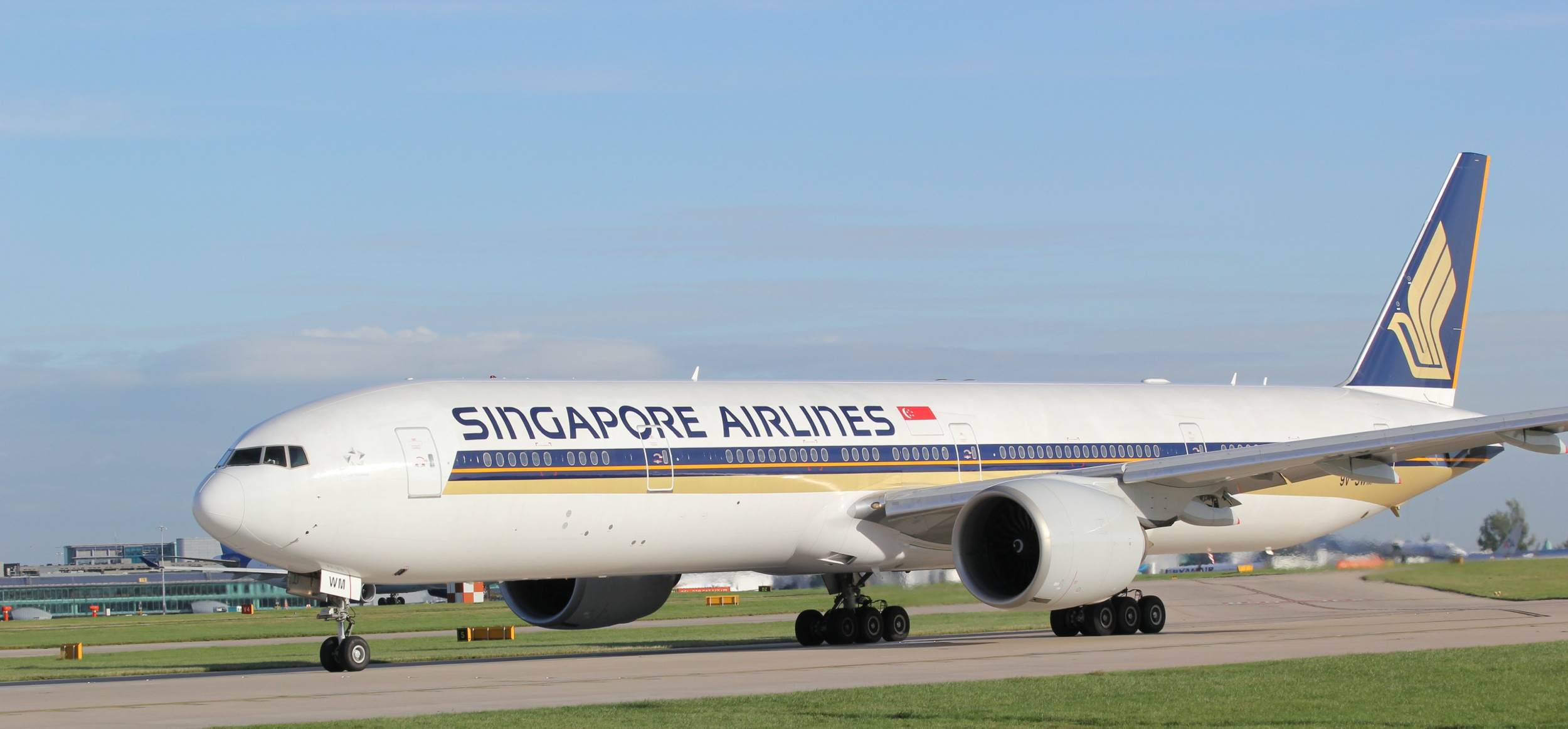
9V-SWM, la aeronave implicada en el incidente, en 2013.

El avión involucrado era un Boeing 777-300ER de 16 años de antigüedad con decoración de Star Alliance, registrado como 9V-SWM, con número de serie del fabricante 34578 y número de línea 701. El avión fue entregado a Singapore Airlines en febrero de 2008.

## Incidente

Mapa del vuelo

El Boeing 777-300ER encontró severas turbulencias en aire despejado sobre la cuenca del Irrawaddy en Myanmar, a unas 360 millas náuticas (667 km; 414 millas) de Bangkok. El avión cayó en una corriente vertical mientras la tripulación de cabina servía el desayuno. Cuando el avión volvió a encontrarse con las turbulencias, los pasajeros y los objetos fueron lanzados al aire.  Algunos pasajeros afirman que la señal de "abrocharse el cinturón de seguridad" se encendió pero llegó demasiado tarde para evitar lesiones. Los datos de seguimiento mostraron que la aeronave estaba a una altitud de 37.000 pies (11.278 m) en el momento del encuentro. Singapore Airlines dijo que el avión descendió 6.000 pies (1.829 m) en tres minutos.
Un pasajero murió y otros setenta y un resultaron heridos, siete de ellos de gravedad. Entre los ocupantes heridos se encontraban 23 pasajeros y nueve miembros de la tripulación. La única víctima mortal fue un hombre británico de 73 años que viajaba con su esposa, que fue hospitalizada. El hombre padecía una enfermedad cardíaca y murió de un presunto ataque cardíaco. Las imágenes muestran que las máscaras de oxígeno se desplegaron mientras que partes del interior del avión parecían dañadas.
El vuelo fue desviado a Bangkok, donde realizó un aterrizaje de emergencia a las 15:45 hora local. Los funcionarios tailandeses dijeron que Singapur enviaría un avión de socorro para transportar pasajeros al destino original del aeropuerto de Changi; Singapore Airlines envió un Airbus A350-900 (matrícula 9V-SHH) operando el vuelo 9071 de Singapore Airlines, transportó a 131 pasajeros y 12 miembros de la tripulación y llegó a Singapur a la mañana siguiente.
Flightradar24 también señaló que algunos informes de los medios describieron erróneamente el descenso inicial de los pilotos de 37.000 pies a 31.000 pies hacia Bangkok como un evento de turbulencia. Aunque es posible que la aeronave haya seguido encontrando turbulencias durante este descenso, en realidad se trataba de un descenso de rutina a un nuevo nivel de vuelo , gestionado por el piloto automático de la aeronave mediante la selección de altitud.

## Investigación
Los investigadores de la Oficina de Investigación de Seguridad del Transporte, una junta estatutaria dependiente del Ministerio de Transporte de Singapur, llegaron a Bangkok la noche del accidente. Se informó que estaban trabajando con sus homólogos tailandeses para la investigación.
También se informó que la Junta Nacional de Seguridad en el Transporte (NTSB) enviaría un representante acreditado y cuatro asesores técnicos para apoyar el proceso de investigación, ya que el accidente involucró a un avión Boeing.
Los detalles de las investigaciones preliminares publicadas por TSIB el 29 de mayo de 2024 revelaron que cuando se encontró la turbulencia por primera vez, la aeronave experimentó fuerzas de gravedad positivas que fluctuaban entre 0,44G y 1,57G durante aproximadamente 19 segundos, con un aumento no controlado de la altitud de la aeronave a 37.362 pies (11,388 metros). La turbulencia hizo que el avión vibrara. El piloto automático, una vez activado, inclinó el avión hacia abajo para regresar a 37.000 pies (11.000 metros). También hubo un aumento incontrolado de la velocidad del aire, que los pilotos extendieron los frenos para contrarrestarlo. Once segundos después de las vibraciones iniciales, se anunció que la señal de cinturón estaba encendida. El avión experimentó más cambios rápidos en las fuerzas de gravedad, fluctuando entre -1,5G y 1,5G varias veces antes de estabilizarse finalmente bajo el control manual de los pilotos, que habían desactivado el piloto automático durante veintiún segundos.
El aumento incontrolado de la velocidad del aire y la altitud probablemente se debió a una corriente ascendente. Diecisiete minutos después del evento, los pilotos iniciaron un descenso controlado normal a 31.000 pies (9.400 m), sin encontrar más turbulencias durante el vuelo restante a Bangkok.

## Consecuencias
Luego del accidente, la compañía modificó sus rutinas de servicio en cabina, incluyendo detener el servicio de bebidas calientes y comidas calientes cuando la señal de cinturón de seguridad está encendida. Antes del accidente, la tripulación de cabina sólo aseguraba los artículos y equipos sueltos durante el mal tiempo.
El 22 de mayo de 2024, el director ejecutivo de Singapore Airlines, Goh Choon Phong, se disculpó por lo sucedido en el vuelo SQ321 y expresó sus condolencias al tiempo que prometió plena cooperación con la investigación en curso. También expresaron sus condolencias el primer ministro de Singapur, Lawrence Wong, y el presidente Tharman Shanmugaratnam.